# ゴ・ディン・ジエム
ゴ・ディン・ジエム（吳 廷琰、ベトナム語：Ngô Ðình Diệm / 吳廷琰  発音、1901年1月3日〈成泰12年11月13日〉 - 1963年11月2日）は、ベトナムの政治家、ベトナム共和国（南ベトナム）初代大統領（在任1955年10月 - 1963年11月）。
霊名はジャン＝バティスト（フランス語: Jean-Baptiste、ベトナム語: Gioan Baotixita）。姓はゴ（呉）であるが、ベトナムでは個人を区別するため名前の最後の部分をとって呼ぶ習慣があるため、呼称は「ジエム大統領」である。また、ゴ・ジン・ジエム、ゴ・ディン・ディエムと表記されることもある。熱心なカトリック教徒であった。1963年ベトナム共和国の軍事クーデターにより殺害された。

## プロフィール

### 貴族

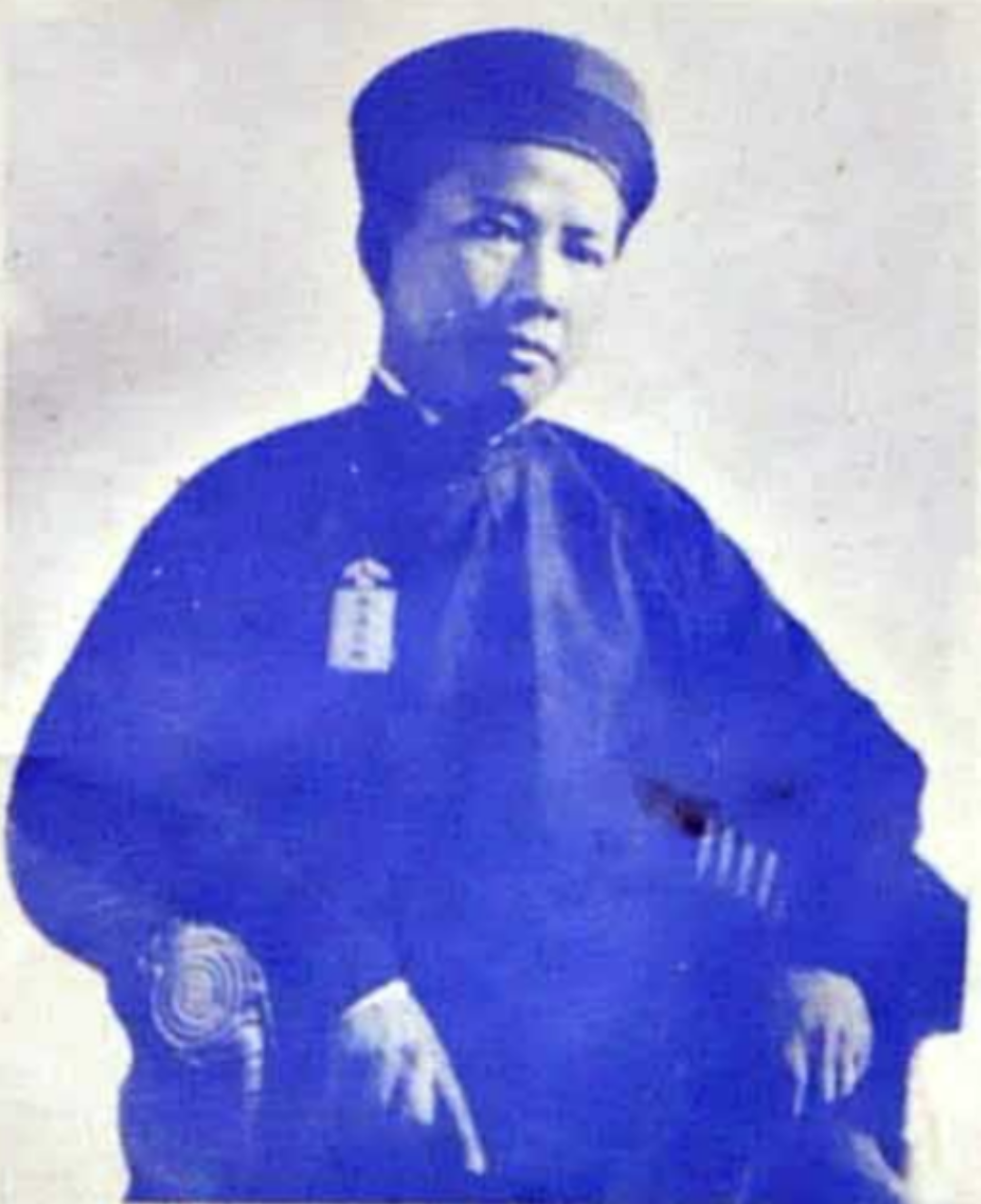
阮朝の地方官時代

ベトナム北中部のクアンビン省出身。1901年に尚書であった呉廷可の三男として生まれた。1933年にバオ・ダイ帝の「親政」開始に伴い、フランス領インドシナの保護国（植民地）であった阮朝宮廷の内相に就任するが、フランスの過酷な植民地支配には不満を感じていた。

### 亡命
第二次世界大戦下の1940年にフランスがドイツに占領され、親独のヴィシー政権が設立された後もその地位に留まる。
しかし、1945年3月に仏印処理（明号作戦）によりベトナム駐留フランス軍が武装解除され、日本軍が実権を握った時に阮朝宮廷政府の新内閣組閣を請われるが、これを断って出国する。その後8月15日に日本が敗戦し、まもなくベトナムがフランスの植民地下に戻った後も帰国せずに亡命生活を送る。

### ベトナム国首相
ジエムはその後も亡命を続けたが、1954年のジュネーヴ協定の締結直前にサイゴンに帰国し、旧宗主国のフランスによって急遽建国された（「傀儡政府」と評されることもある）ベトナム国の首相となる。

### 南ベトナム大統領

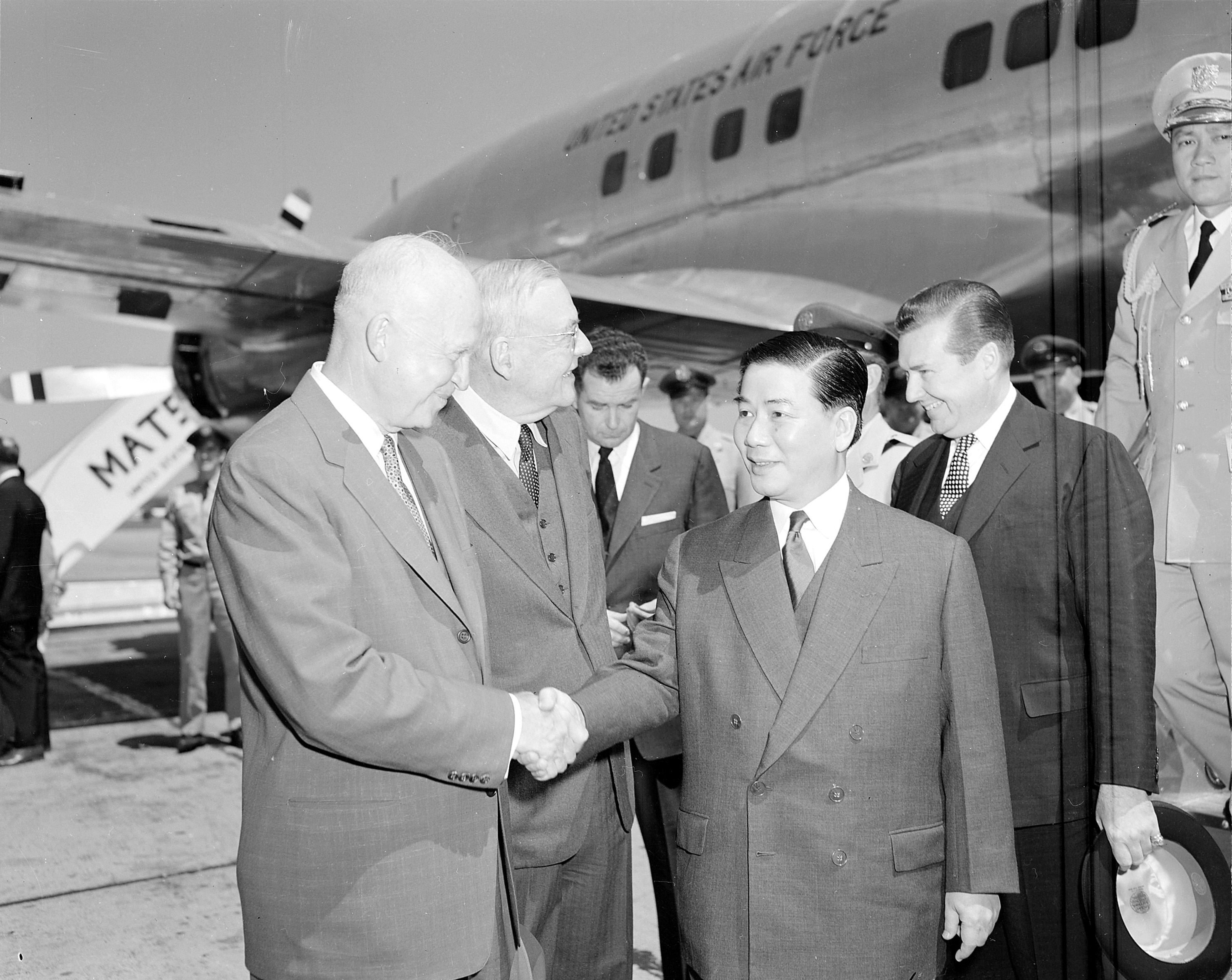
ワシントンD.C.を訪れたゴ・ディン・ジエムを迎えるアメリカのアイゼンハワー大統領

#### 就任
翌1955年に、フランスの傀儡で人気の無かったバオ・ダイを国民投票で退任に追い込み、同年10月28日にベトナム共和国を樹立、初代大統領となる（しかしこの選挙結果は捏造された疑いが濃厚である）。

#### 独裁の強化
反共産主義者だったジエムは東南アジアでの共産主義の拡大を懸念するアメリカのバックアップを受け、ジュネーヴ協定に基づく南北統一総選挙を拒否してベトナム民主共和国への対決色を強め、弟のゴ・ディン・ヌーを大統領顧問に任命し、秘密警察と軍特殊部隊を掌握させ、国内の共産主義者を始めとする反政府分子を厳しく弾圧した。
1961年にアメリカ合衆国大統領に就任したジョン・F・ケネディ大統領は、J・ウィリアム・フルブライト上院外交委員会委員長に対し、「南ベトナムとラオスを支援するために『アメリカ軍』を南ベトナムとタイ王国に送る」と通告し、併せてこの決定を正当化させるために、リンドン・ジョンソン副大統領とロバート・マクナマラ国防長官をベトナムに派遣し情勢視察に当たらせた。ジョンソン副大統領はベトナム視察の報告書の中でジエム大統領の事を「国民から乖離しており、しかもジエム本人以上に好ましくない人物に取り巻かれている」と忠告した。
1961年11月、ケネディ大統領の指導のもとアメリカ合衆国軍は南ベトナム政府軍とともに、ジャングルに隠れてゲリラ戦を仕掛ける南ベトナム解放民族戦線(NLF)を壊滅させる目的で、爆撃機や武装ヘリコプターなどの各種航空機を使用したクラスター爆弾、ナパーム弾による攻撃と、南ベトナム解放民族戦線(NLF)の補給・攻撃・潜伏の拠点であるジャングルを破壊する目的で、ジャングルに対する枯葉剤による攻撃、戦闘車両や重火器による攻撃を開始した。この際にジエム大統領は枯葉剤散布の許可を与えた。

#### 仏教徒弾圧
中部フエ出身のため首都・サイゴンに政治的基盤がなかったが、熱心なカトリック教徒であったことから、カトリック信者が多かったサイゴンの有力者たちを優遇した。これに反発した仏教徒らの反政府運動に対し、1963年戒厳令を布告。各地の寺院を襲撃して僧たちを逮捕した。
1963年5月にフエで行われた反政府デモでは、警察がデモ隊に発砲し死者が出るなどその規模はエスカレートし、さらに同年6月には、仏教徒に対する攻勢を世界に知らしめるべく、事前にマスコミに対して告知をした上で、サイゴン市内のカンボジア大使館前で焼身自殺をした僧侶ティック・クアン・ドックの姿がテレビを通じて全世界に流され、衝撃を与えるとともに、国内の仏教徒の動向にも影響を与えた。
これに対してジエム大統領の実弟のゴ・ディン・ヌー大統領顧問の妻であるマダム・ヌーが「あんなものは単なる人間バーベキューよ」とテレビで語り、この発言に対してアメリカのケネディ大統領が激怒したと伝えられた。この発言は国内のみならずアメリカを始め、全世界で批判を浴び、南ベトナムではその後も僧侶による抗議の焼身自殺が相次ぎ、これに呼応してジエム政権に対する抗議行動も盛んになった。

#### ケネディ政権との対立

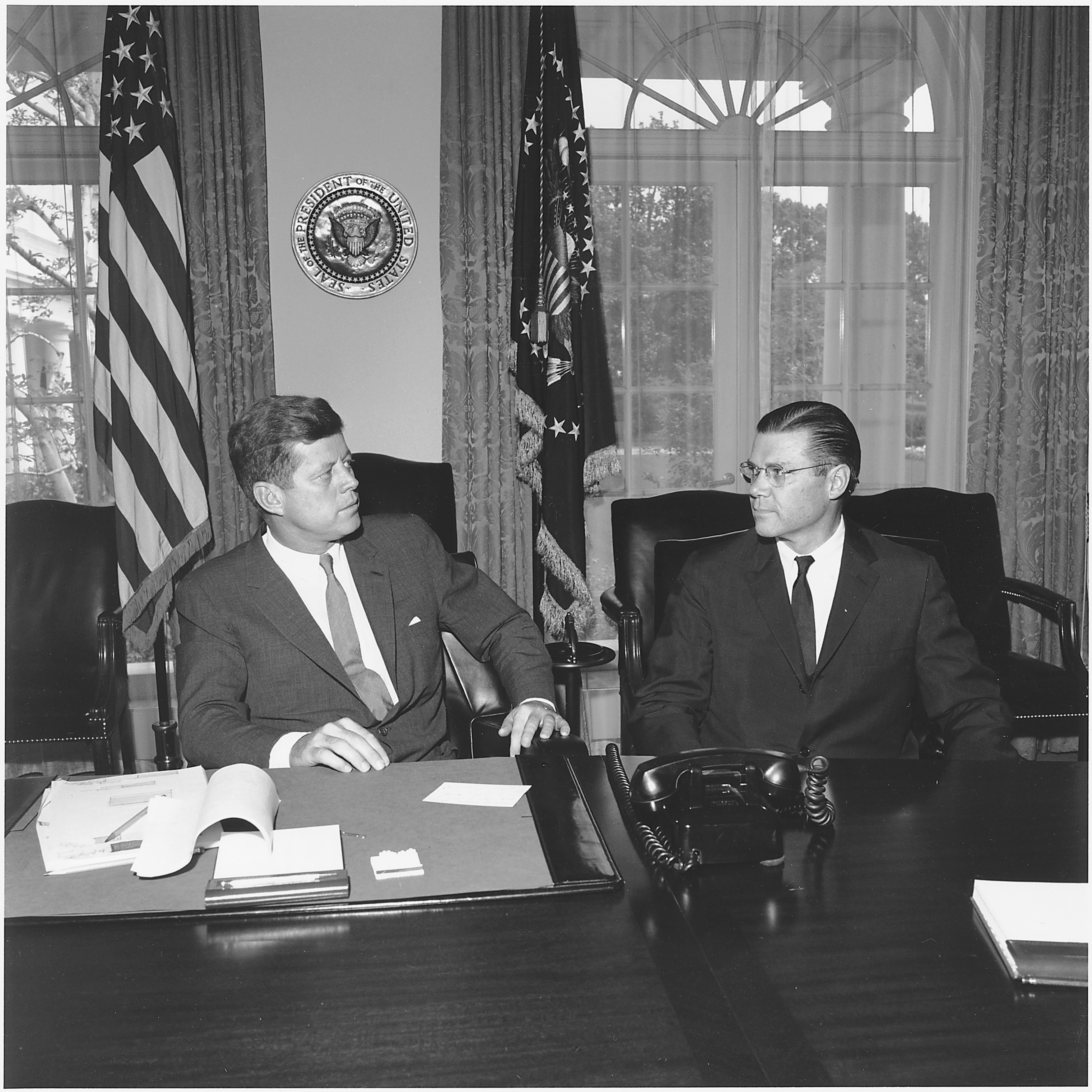
ケネディ大統領とマクナマラ国防長官

南ベトナムの状況のさらなる悪化を受け、かねてジョンソン副大統領が「ジエムの好ましくない取り巻き」と指摘していたヌー大統領顧問の更迭をケネディ大統領がジエム大統領に提言したものの、ただちに拒否されるなど、ベトナムへの軍事介入と併せて、南ベトナム政府への内政干渉を強化するケネディ大統領とジエム大統領の関係は悪化していった。
その後1963年8月24日、ケネディ大統領との関係が深かったヘンリー・カボット・ロッジJr.が駐南ベトナム特命全権大使に着任。その後直ちにジエム大統領に対して、ヌー大統領顧問の更迭を再度求めるべく会見を求めたが、拒否された。なおケネディ大統領はロッジ大使に対し「もしジエム大統領がヌーの更迭を拒否したなら、『（アメリカは）ジエム自身を保護できない可能性に直面する』と警告せよ」との訓令を授けていた。

#### 殺害
この様な混沌とした状況下において、ケネディ大統領以下アメリカ政府の黙認のもと、CIAの全面的支援を受けたズオン・バン・ミン将軍の率いる軍内部の反ジエム派と、アメリカ軍の「軍事顧問団」と近い南ベトナム軍内の親米勢力（この2つの勢力は事実上同一であった）によって反ジエムクーデターが計画され、その状況は南ベトナム軍事援助司令部を経由してケネディ政権にも逐次報告されるようになっていた。
11月2日にはクーデターが発生し、ジエム大統領とヌー大統領顧問は反乱部隊により政権の座から下ろされ、逃げ込んだサイゴン市内のチョロン地区にあるカトリック教会の前に止めた反乱部隊の装甲兵員輸送車の中で、頭部を撃たれて殺害された。ヌー秘密警察長官の妻であるマダム・ヌーは長女とともにヨーロッパとアメリカを訪問中であり、クーデター発生の報をロサンジェルスで受けている。また、他の３人の子どもは首都から離れたダラットに滞在しており、無事だった。ジエム政権の上層部は国外へ逃亡した。ジエム大統領とその一族が南ベトナムから姿を消したその当日、南ベトナム軍の軍事顧問でクーデターを首謀したズオン・バン・ミン将軍を首班とした軍事政権が成立する。
なお当初、「ジエム大統領は自殺した」と伝えられていたため、自身が信仰心の篤いカトリック教徒であり、ジエム大統領もまたそうだということを知っていたケネディ大統領は、「『自殺した』との報告に非常に大きな衝撃を受けていた」とマクナマラ国防長官は証言している。
ケネディ大統領がどこまで反ジエムクーデターに関与、支持していたのかについては議論が分かれているが、後にマクナマラ国防長官はこの反ジエムクーデターに対して「ケネディ大統領は、ジエム大統領に対するクーデターの計画があることを知りながら、あえて止めなかった」と、ケネディ大統領が事実上反ジエムクーデターを黙認したことを証言している上に、ケネディ大統領から上記のような訓令を受けたロッジ大使も、マクナマラ国防長官と同様の証言を行っている。いずれにしてもクーデターの発生とジエム大統領殺害の報告を受けたケネディ大統領は、「このクーデターにアメリカは関係していない」との声明を出すように指示した。

### その後
その後1967年のグエン・バン・チュー政権が出来るまでクーデターが繰り返し起こるなど、南ベトナムの政治は極度に不安定な状態に陥った。

## 「ベトコン」の名付け親
解放戦線を「ベトコン（越共＝ベトナムの共産主義者）」と最初に呼んだのはジエムである。解放戦線には非共産系の構成員もいたが、共産主義政府の北ベトナムにより実質的に支配・援助されていたため、あながちこの指摘は間違いとは言えない。